# Edward Józef Kuryłło
Edward Józef Ostoja Kuryłło (Kuryło, Edouard de Kurylo) (ur. 1 października 1883 w Warszawie, zm. 18 grudnia 1938 tamże) – polski tancerz i choreograf.
Uczył się w warszawskiej szkole baletowej i w Klasie Dramatycznej przy Warszawskim Towarzystwie Muzycznym. Był wychowankiem Cecchetttiego.  W 1901 roku wyjechał na dalsze studia do Włoch mając 18 lat. Zaczął tańczyć w Teatrze Wielkim ok. 1896 roku (?). W 1905 Kuryłło był jednym z sześciu solistów Teatru Wielkiego w Warszawie.
Pomiędzy 1906-1911 podróżował, odwiedzał kilkakrotnie Kubę, Meksyk. Interesowały go tańce narodowe.   
W 1913 był powołany jako baletmistrz przy Teatrach Rządowych.
W latach 1913–1914 był baletmistrzem w Balecie Teatru Wielkiego. 
Kuryło znał dobrze osiągnięcia baletu europejskiego, znał tańce obrzędowe, egzotyczne i salonowe. W tym czasie najciekawsze i najoryginalniejsze pomysły pokazywał w Teatrze Nowości, którego dyrektorem był Ludwik Śliwiński.
Dla Teatru Nowości opracował choreografie wielu operetek wprowadzając na warszawskie sceny najmodniejszy taniec tamtych czasów - tango.
W 1913 wraz z Polą Negri jest na zdjęciu ilustrującym nuty Régina-Tango skomponowane przez Aimé Lachaume
.
Przez dwa lata w 1911-1912 pracował w teatrze Empire (Empire Theatre) w Londynie na Leicester Square jako solista i baletmistrz. 
W sezonie 1914/15 tańczył jako solista w Teatrze Nowości. 
W 1915 opuścił Warszawę i odwiedził Kanadę i Stany Zjednoczone. 
Podróżował pomiędzy 1915-1923 ze względu na I wojnę światową. Dzięki amerykańskiemu impresario Schiffmanowi działał w Indiach, Cejlonie, Birmie, Japonii, Chinach, Jawie i Anglii.
Występował w Indiach, na Cejlonie w Południowo-Wschodniej Azji w latach 1915-19. W 1922 przebywał przez 10 dni w Singapurze, gdzie ogłosił, że jest gotowy dawać lekcje tańca. Krótka notatka prasowa powołuje się na wybitnego pianistę i byłego premiera Polski Paderewskiego, który miał powiedzieć, że Kuryłło był nie tylko wybitnym tancerzem, ale także świetnym nauczycielem.
W 1916 roku utworzył Kurylo Imperial School of Dancing w Nowym Jorku pod adresem 150 West 57 Street oraz na 24E. 46th St.
W 1916 uczył w Kalifornii rytmiki i baletu w Uniwersytecie Kalifornijskim.
W  1918 roku tańczył ze swoją żoną w benefisie w Aeolian Hall na rzecz Polskiego Szpitala we Francji i Serbskiego Szpitala Polowego.
Po pierwszej wojnie Światowej (1919-1920) przyjechał do Australii gdzie zamieszkał w Sydney i założył szkołę tańca.
W 1919 roku był członkiem zespołu "The Third Fantastics" Shipmana, który występował w Sydney w Australii. W programie był taniec do minueta Paderewskiego, polka wykonana w kostiumach z lat 1850-1860, oraz taniec indiański do muzyki Cadmana i Herberta, które ilustrowały miłość i wojnę.
Po powrocie w 1923 roku prowadził własną szkołę baletową w Warszawie. W sezonie 1925-1926 był choreografem baletu warszawskiego.
W 1925 odbył się  pierwszy zjazd nauczycieli tańca i artystów baletu w Warszawie. Fotografia grupowa z tego okresu ma podpis "dyrektor Szkoły Baletowej przy Teatrze Wielkim E. Kuryło".
W 1926 prowadził teatr amatorski w Warszawie.
W 1932 roku  Ilustrowany Kurier Codzienny donosi, że odbył się Bal Polskiego Czerwonego Krzyża w gmachu Rady Miejskiej w Warszawie gdzie grupa uczestników balu, która przygotowana przez baletmistrza prof. Edwarda Kuryłłę (siedzi na podłodze) wykonała taniec zespołowy. Widoczne panie w białych sukniach i panowie z białymi chryzantemami w klapach fraków.
Był mężem amerykańskiej tancerki Annie Laurie Kurylo (Simons) (Laurka de Kurylo), z którą miał syna. Żona specjalizowała się w tańcach japońskich, greckich i orientalnych. 
Variety, Inc. donosiła z Londynu, że 12 stycznia 1921  Laurka De Kurylo, tancerka amerykańska została zaatakowana przez kobietę z zasłoniętą twarzą, która rzuciła flaszką z płynem w tancerkę wykrzykując "to spowoduje, że wrócisz do swojego kraju". Płyn wylądował na ubraniu i futrze ale nie na jej twarzy. Tancerka została zaatakowana koło jej apartamentu w hotelu Ritz.
Tańczył z Anną Pawłową i należał do jej grupy tanecznej w 1912 roku, Adeline Genée, Lydia Kyasht.
Zajmował się równocześnie pracą historyczną. W 1930 napisał artykuł "Taniec ludowy, dworski i towarzyski", kilka artykułów w czasopiśmie "The dancing times". W latach 1926–1927 redagował miesięcznik "Taniec i rozrywka".
Zmarł 18 grudnia 1938 w warszawskim szpitalu.

## Publikacje
- Edward Kuryłło, Taniec ludowy, dworski i towarzyski. W. "Taniec" monografia zbiorowa, red Mateusz Gliński,  t. I. Warszawa, nakładem Miesięcznika Muzyka, drukarnia krajowa, 1930.
- Edouard J de Kurylo, Dancing for the Czar, The dancing times. Sept 1922, strony 988-989. ilustracje
- Edouard J de Kurylo, Pavlova in the ballroom, The dancing times. Oct 1934, strony 15-16. ilustracje
- The national dances of Poland, Edouard J de Kurylo, The dancing times. Apr 1922, p 600-607. illus
- Wars, Henryk, Polonia: najnowszy taniec salonowy, muzyka H. Warsa, układ E. Kuryłło, Warszawa, F. Grąbaczewski, 1929.